# Elysia Bolton
Elysia Bolton (Sydney, 24 marzo 2000) è una tennista statunitense naturalizzata australiana.

## Carriera
Elysia Bolton ha vinto 1 titolo in singolare e 9 titoli in doppio nel circuito ITF in carriera. Il 2 agosto 2021 ha raggiunto il best ranking in singolare raggiungendo la 517ª posizione mondiale, mentre il 17 luglio 2023 ha raggiunto in doppio il best ranking alla 167ª posizione mondiale.
Agli Australian Open 2023, la Bolton ha preso parte nelle qualificazioni del suo primo Grande Slam.
Ha giocato tennis al college alla Università della California - Los Angeles.

## Statistiche ITF

### Singolare

#### Vittorie (1)
| Torneo $100.000 (0) |
| Torneo $80.000 (0)  |
| Torneo $60.000 (0)  |
| Torneo $40.000 (0)  |
| Torneo $25.000 (0)  |
| Torneo $15.000 (1)  |

| N. | Data           | Torneo                                   | Superficie | Avversaria in finale | Punteggio     |
| 1. | 29 luglio 2018 | The Women's Hospital Classic, Evansville | Cemento    | Connie Ma            | 6-3, 4-6, 6-3 |

### Doppio

#### Vittorie (9)
| Torneo $100.000 (0) |
| Torneo $80.000 (0)  |
| Torneo $60.000 (1)  |
| Torneo $40.000 (1)  |
| Torneo $25.000 (7)  |
| Torneo $15.000 (0)  |

| N. | Data              | Torneo                                     | Superficie  | Compagna           | Avversarie in finale                  | Punteggio              |
| 1. | 30 ottobre 2021   | H-E-B Women's Pro Tennis Open, Austin      | Cemento     | Maegan Manasse     | Rasheeda McAdoo Chanelle Van Nguyen   | 6–1, 7–5               |
| 2. | 13 novembre 2021  | Daytona Beach Women's Open, Daytona Beach  | Terra verde | Kylie Collins      | Alexandra Osborne Alycia Parks        | 6-4, 6(4)-7, [10-5]    |
| 3. | 1º ottobre 2022   | H-E-B Women's Pro Tennis Open, Austin      | Cemento     | Jamie Loeb         | Martyna Kubka Ashley Lahey            | 6-3, 6-3               |
| 4. | 4 marzo 2023      | Swan Hill International, Swan Hill         | Erba        | Alexandra Bozovic  | Olivia Gadecki Petra Hule             | 7-6(3), 2-6, [10-7]    |
| 5. | 18 marzo 2023     | Canberra Claycourt International, Canberra | Terra rossa | Alexandra Bozovic  | Priscilla Hon Dalila Jakupovič        | 4-6, 7-5, [13-11]      |
| 6. | 10 giugno 2023    | Setúbal Ladies Open, Setúbal               | Cemento     | Alexandra Bozovic  | Gabriella Da Silva-Fick Petra Hule    | 6(6)-7, 7-6(3), [10-8] |
| 7. | 13 aprile 2024    | MNO Tennis Series, Boca Raton              | Terra verde | Robin Anderson     | Rasheeda McAdoo Maribella Zamarripa   | 3-6, 6-4, [10-8]       |
| 8. | 2 maggio 2024     | Lopota Tennis Open, Lopota                 | Cemento     | Catherine Harrison | Anastasija Zolotarëva Rada Zolotarëva | 6-4, 6-2               |
| 9. | 29 settembre 2024 | Berkeley Tennis Club Challenge, Berkeley   | Cemento     | Maegan Manasse     | Rutuja Bhosale Ema Burgić             | 6(3)-7, 6-2, [10-6]    |

#### Sconfitte (7)
| Torneo $100.000 (0) |
| Torneo $80.000 (0)  |
| Torneo $60.000 (4)  |
| Torneo $40.000 (1)  |
| Torneo $25.000 (2)  |
| Torneo $15.000 (0)  |

| N. | Data              | Torneo                                               | Superficie  | Compagna          | Avversarie in finale                | Punteggio        |
| 1. | 3 agosto 2019     | Fort Worth Women's Pro Tennis Classic, Fort Worth    | Cemento     | Jada Hart         | Gabriela Lee Hsu Chieh-yu           | 6(8)-7, 5-7      |
| 2. | 16 ottobre 2021   | Women's Florence, Florence                           | Cemento     | Robin Anderson    | Emily Appleton Yuriko Lily Miyazaki | 3-6, 6-1, [8-10] |
| 3. | 17 settembre 2022 | Caldas da Rainha Ladies Open, Caldas da Rainha       | Cemento     | Jamie Loeb        | Adriana Reami Anna Rogers           | 4-6, 5-7         |
| 4. | 29 ottobre 2022   | Tevlin Women's Challenger, Toronto                   | Cemento (i) | Jamie Loeb        | Michaela Bayerlová Jang Su-jeong    | 3-6, 2-6         |
| 5. | 20 maggio 2023    | Pelham Racquet Club Pro Classic, Pelham              | Terra verde | Robin Anderson    | Makenna Jones Jamie Loeb            | 4-6, 5-7         |
| 6. | 30 giugno 2023    | Open Generali Ciudad de Palma del Río, Palma del Río | Cemento     | Robin Anderson    | Andrea Gámiz Sofia Sewing           | 3-6, 2-6         |
| 7. | 24 settembre 2023 | Berkeley Tennis Club Challenge, Berkeley             | Cemento     | Alexandra Bozovic | Jessie Aney María Herazo González   | 5-7, 5-7         |